# JAG
JAG o Judge Advocate General és un cos jurídic als Estats Units d'Amèrica que forma part de la Marina, dels Cos de Marines, de la Guàrdia de Costa, de les forces aèries i de l'exèrcit. Aquest cos es dedica a aplicar la llei militar dels Estats Units així com a la investigació criminal juntament als forenses militars i investigadors militars dels respectius cossos militars.